# La Malédiction de Shimbali
La Malédiction de Shimbali est un livre-jeu écrit par Pierre et François Lejoyeux en 1988, et édité par Presses Pocket dans la collection Histoires à jouer : Sherlock Holmes, dont c'est le premier tome.